# Trnavci kod Rudog
Trnavci kod Rudog (en serbe cyrillique : Трнавци код Рудог) est un village de Bosnie-Herzégovine. Il est situé dans la municipalité de Rudo et dans la république serbe de Bosnie. Selon les premiers résultats du recensement bosnien de 2013, il compte 282 habitants.

## Démographie

### Répartition de la population par nationalités (1991)
En 1991, le village comptait 232 habitants, répartis de la manière suivante :